# Promachus clavigerus
Promachus clavigerus là một loài ruồi trong họ Asilidae. Promachus clavigerus được Bromley miêu tả năm 1931. Loài này phân bố ở vùng nhiệt đới châu Phi.